# Bertula rostrilinea
Bertula rostrilinea là một loài bướm đêm trong họ Erebidae.